# Szentikék – A legősibb slágerlista
A Szentikék – A legősibb slágerlista (eredeti cím: The Kingdom Chums: Original Top Ten) 1989-ben megjelent amerikai rajzfilm, amelynek Squire D. Rushnell ifjúsági regénye alapján készült. Ez folytatása az 1986-ban készült Szentikék – A kis Dávid kalandjai című rajzfilmnek. A rendezője és producere Rick Reinert, a írója Peter Sauder, a zeneszerzői Joel Hirschhorn és Al Kasha. A tévéfilm az ABC Entertainment és a Rick Reinert Productions gyártásában készült, az ABC forgalmazta. Műfaját tekintve filmmusical és kalandfilm.
Amerikában 1989-ben, Magyarországon a Hungarovideo forgalmazta 1991-ben adták ki VHS-ben mindkét részt egyben.

## Szereplők
| Szereplő     | Eredeti hang       | Magyar hang    | Leírás |
| ------------ | ------------------ | -------------- | --- |
| Annie        | Marnette Patterson | Vicsek Eszter  | Egy szőke kislány, a szentikék rajongója.                                                                                      |
| Petey        | Mayim Bialik       | Petrik Péter   | Egy barna fiú, Annie bátyja.                                                                                                   |
| Osborn       | Scott Menville     | Kerekes József | Egy 14 éves kemény fiú, aki Annie-vel és Petey-vel tart.                                                                       |
| Christopher  | Tony Orlando       | Melis Gábor    | Egy oroszlán, a szeretet szentikéje, akinek nagyszülei tanúi voltak Jézus történetének.                                        |
| Bűvös Mózsi  | Billy Preston      | Dózsa László   | Egy tigris, a vidámság szentikéje, az ő őse volt Mózes, aki 10 parancsolatot rendezett, a legősibb 10-es slágerlistát.         |
| Eszti        | Debby Boone        | Bencze Ilona   | Egy angora macska hölgy, a hűség szentikéje, jól ismeri ősének Eszter királynénak a történetét, aki híresség volt a hűségéről. |
| Kicsi Miriam | Marilyn McCoo      | Jani Ildikó    | Egy mackólány, az állhatatosság szentikéje, az ő őse volt, Mózes leánytestvére.                                                |
| Kis Dávid    | Frankie Valli      | Beregi Péter   | Egy mosómedve, a bátorság szentikéje, nagyapja még látta az igazi Dávidot, aki oly hősiesen győzte le Góliátot.                |
| Szereplő     | Színész            | Magyar hang    | Leírás |
| Önmaga       | Squire D. Rushnell | Orosz István   | A híres író és producer, a szentikék házigazdája.                                                                              |

## Betétdalok
| Szám | Dal                          | Előadó                   |
| ---- | ---------------------------- | ------------------------ |
| 1.   | Only One God                 | Tony Orlando             |
| 2.   | No Idols                     | Billy Preston            |
| 3.   | No Swearing with God's Name  | Debby Boone              |
| 4.   | Keep God's Day Special       | Tony Orlando             |
| 5.   | Honor Your Father and Mother | Frankie Valli            |
| 6.   | Do Not Kill                  | Marilyn McCoo            |
| 7.   | No Adultery, Be Loyal        | Tony Orlando Debby Boone |
| 8.   | Don't Steal                  | Billy Preston            |
| 9.   | Don't Lie                    | Frankie Valli            |
| 10.  | Don't Cover                  | Billy Preston            |